# 自分症候群
『自分症候群』（じぶんしょうこうぐん）は、シンガーソングライターさだまさしの1985年12月21日発表のソロ11枚目のオリジナル・アルバムである。アルバム制作に併せて、同名の短編小説&エッセイ集を刊行している。

## アルバムの概要
本作のライナーノートの後半は、前作『ADVANTAGE』と同様に、収録曲の紹介ではなく、ほとんどがさだの短編小説となっており、「上海小夜曲」「長崎BREEZE」「夢一匁」はエッセイとなっている。
また、後のCD版では初期盤にのみ、付録シングルとして収録されていた「もーひとつの恋愛症候群」（シングル曲「恋愛症候群 - その発病及び傾向と対策に関する一考察 -」の替え歌）がボーナス・トラックとして収録された。

## 解説

### アナログA面
1. 風が伝えた愛の唄
かつて失った大切な夢や愛を、子守歌に見立てて表現した曲。たとえ失っても、生きていればいつの日か再びそれらに出会うことが出来ることができるということを示している。
2. サイボーグ・サイボーグ -アルミニウム製の子供たち-
現代社会の若者に対する皮肉を歌った曲。さだは、「マニュアル通りにしか出来ない人間はまるでサイボーグみたいだ」とコンサートで語っている。
3. 沈吟 (ピアニッシモ)
自分が持つ、音楽記号のピアニッシモが表すような心の弱さを嘆く女性の心を表現した曲。
4. 8つ目の青春
なんども失恋して、ようやく8回目の恋で成功した先輩を、後輩の視点から歌った曲。
5. Bye Bye Blue Bird
相手の為に自身の幸せを犠牲にした健気な女性の心境を歌った曲。
6. Final Count Down
娘をシンデレラに当てはめて見守っている父親の心境を歌った曲。
ビーチボーイズをイメージさせるロックンロール風のアップテンポな曲で、イントロとエンディングのカウントダウンの声は小林克也である。
後にチキンガーリックステーキがカバーした。

### アナログB面
1. ねこ背のたぬき
「ねこ背のたぬきがね…」といった言い回しをラップ調で繰り返す曲。シンセサイザーが多用されている。
『花王名人劇場』「さだまさしとゆかいな仲間」の番組中に編曲が行われた。
さだの30周年コンサートのトークの中で特別バージョンが演奏された。
2. 上海小夜曲
上海の黄昏の風景の中で、別れた女性のことを思い出した男性の曲。
3. 長崎BREEZE
さだの故郷、長崎の風景を描きながら「恋」に内在する「喜び」と「悲しみ」を表現した曲。
4. 草枕
大志を抱き「人生」という困難に満ち溢れている冬の荒野を、夢実現のために一所懸命に歩む人を示した曲。
この曲のライナーノートに書かれている時代劇風の小説にも上記の様な暗喩がある。
5. 夢一匁
本当に、本当に僅かな「夢」であっても、何よりな大切なものであることもあるというさだからのメッセージ的な曲。
6. もーひとつの恋愛症候群
「恋愛症候群 - その発病及び傾向と対策に関する一考察 -」の替え歌である。1985年11月6日の市川市文化会館でのライブ録音が収録されたボーナス・トラック。初期盤にのみ「おまけシングル」として片面のみ収録のドーナツ盤またはシングル・カセットが付属していた。

## 収録曲

### LP / CT
| 全作詞・作曲: さだまさし（特記以外）、全編曲: 渡辺俊幸。 |                                                                          |                        |                        |      |
| #                                                        | タイトル                                                                 | 作詞                   | 作曲・編曲             | 時間 |
| 1.                                                       | 「風が伝えた愛の唄」(日本語詞: さだまさし、作曲: フレデリック・ショパン) | さだまさし（特記以外） | さだまさし（特記以外） | 4:21 |
| 2.                                                       | 「サイボーグ・サイボーグ -アルミニウム製の子供たち-」                    | さだまさし（特記以外） | さだまさし（特記以外） | 3:35 |
| 3.                                                       | 「沈吟 (ピアニッシモ)」                                                  | さだまさし（特記以外） | さだまさし（特記以外） | 4:00 |
| 4.                                                       | 「8つ目の青春」                                                          | さだまさし（特記以外） | さだまさし（特記以外） | 5:39 |
| 5.                                                       | 「Bye Bye Blue Bird」                                                    | さだまさし（特記以外） | さだまさし（特記以外） | 4:55 |
| 6.                                                       | 「Final Count Down」                                                     | さだまさし（特記以外） | さだまさし（特記以外） | 3:20 |
| 合計時間:                                                | 合計時間:                                                                | 25:50                  |                        |      |

| 全作詞・作曲: さだまさし（特記以外）、全編曲: 渡辺俊幸（特記以外）。 |                                            |                        |                        |      |
| #                                                                    | タイトル                                   | 作詞                   | 作曲・編曲             | 時間 |
| 1.                                                                   | 「ねこ背のたぬき」                         | さだまさし（特記以外） | さだまさし（特記以外） | 1:37 |
| 2.                                                                   | 「上海小夜曲」(作曲、編曲: 立山健彦)       | さだまさし（特記以外） | さだまさし（特記以外） | 4:59 |
| 3.                                                                   | 「長崎BREEZE」                             | さだまさし（特記以外） | さだまさし（特記以外） | 5:37 |
| 4.                                                                   | 「草枕」                                   | さだまさし（特記以外） | さだまさし（特記以外） | 6:05 |
| 5.                                                                   | 「夢一匁」(ストリングスアレンジ: 渡辺俊幸) | さだまさし（特記以外） | さだまさし（特記以外） | 5:07 |
| 6.                                                                   | 「もーひとつの恋愛症候群」                 | さだまさし（特記以外） | さだまさし（特記以外） | 6:53 |
| 合計時間:                                                            | 合計時間:                                  | 30:18                  |                        |      |